# Castilleja galehintoniae
Castilleja galehintoniae är en snyltrotsväxtart som beskrevs av Guy L. Nesom. Castilleja galehintoniae ingår i släktet målarborstar, och familjen snyltrotsväxter. Inga underarter finns listade i Catalogue of Life.